# Cefchinomă
Cefchinoma este un antibiotic din clasa cefalosporinelor de generația a patra, utilizat în tratamentul unor infecții bacteriene. În unele țări a fost aprobată pentru uz veterinar.